# Demonax jendeki
Demonax jendeki là một loài bọ cánh cứng trong họ Cerambycidae.